# ボガシェヴォ空港
ボガシェヴォ空港（ボガシェヴォくうこう、ロシア語: Аэропорт Богашёво） (IATA: TOF, ICAO: UNTT) はロシア・トムスクにある空港。トムスク州トムスク地区のボガシェヴォ村付近に位置する。
トムスクのカシュタク地区にあった別の空港を置き換えるため、1967年11月に開港した。カシュタクの空港跡地は再開発により高層アパートが建設され、トムスクのベッドタウンとなった。

## 就航路線
| 航空会社                   | 就航地                                                                                        |
| -------------------------- | --------------------------------------------------------------------------------------------- |
| アエロフロート・ロシア航空 | モスクワ/シェレメーチエヴォ                                                                   |
| S7航空                     | モスクワ/ドモジェドヴォ、ノヴォシビルスク                                                     |
| ノードウィンド航空         | サンクトペテルブルク、ソチ、カザン                                                            |
| UVTアエロ                  | オムスク、イルクーツク、ニジニ・ノブゴロド、カザン                                            |
| UTエアー                   | スルグト                                                                                      |
| ルスライン                 | エカテリンブルク、ニジネヴァルトフスク                                                        |
| レッドウィングス航空       | エカテリンブルグ、ウラン・ウデ                                                                |
| クラスアヴィア             | クラスノヤルスク/イェメリャノヴォ、ストレジェヴォイ                                           |
| イカール航空               | チャーター便 : アンタルヤ、バンコク/スワンナプーム、クラビー、プーケット、ニャチャン/カムラン |

## 空港アクセス
最寄駅はボガシェヴォ駅（シベリア鉄道トムスク支線）。